# 木村綾子
木村 綾子（きむら あやこ、1980年7月19日 - ）は、日本の作家、小説家、ライター、エッセイスト、タレント、下北沢の書店B&Bスタッフ。

## 来歴・人物
静岡県浜松市出身。
1999年3月、静岡県立浜松北高等学校普通科卒業。
2003年3月、明治大学政治経済学部卒業。
同年4月、中央大学大学院文学研究科入学。国文学専攻。
渡部芳紀教授に師事し太宰治を研究。
2007年3月、文学修士号取得。
上京時から活動を続けていた雑誌の読者モデルを経て、2005年よりタレント活動を開始。
メディア出演のほか、評論・小説・エッセイなど文筆業も幅広く行う。
太宰治関連書の執筆、テレビ番組やイベント・講演への出演多数。
2009年からは「太宰治検定」実行委員として企画運営に参加。

## 著作・執筆

### 著書
- 『今さら入門　太宰治』（2009年）講談社+α文庫
- 『太宰治と歩く文学散歩』（2010年）角川書店

### 監修
- 『太宰治検定テキスト『富嶽百景』編（昭和13、14年）』（2010年）太宰治検定実行委員会

### 寄稿
- 短篇小説『i2＝-1初花風葬』『愛は豚に喰わせろ』（2008年）
- エッセイ『すぐできる太宰ごっこ　道化萌え』『太宰萌え』（2009年）毎日新聞社
- 巻頭グラビア＆エッセイ『神田神保町古書街2010』（2010年）毎日新聞社

### 評論
- 國文學 「解釈と観賞」特集 太宰治とその死生観 「津軽」（2004年）學燈社
- 國文學 「解釈と教材の研究」特集 太宰治とは誰か 「響きあう鼓動『人間失格』から聴こえる声」（2008年）學燈社
- ユリイカ 特集 太宰治/坂口安吾--無頼派たちの"戦後" 「孤独の共犯者−いま、太宰治を読むということ」（2008年）青土社

### 連載
- PS『進め！！木村綾子』（2005.6～2007.3）小学館
- PS『木村綾子が潜入！スゴイひと倶楽部』（2007.4～2010.5）小学館
- 中日新聞『中高生 Weekly 連載エッセイ』（2006.4～2007.3）
- VA『木村綾子の目で聴く楽しい音の国』（2006.6～2007.6）TSUTAYA RECORDS
- web★一週間『私の帰る場所』（009.4.～2010.5）講談社
- デジモノステーション『木村綾子の環境家電見学帖』（2005.6～2007.3）ソニーマガジンズ
- 京王線クチコミ情報サイト 『街はぴ』 エッセイ『きみに逢いにいく』（2010.4～2011.3）

## 出演

### テレビ
- 世界ウルルン滞在記 in メキシコ（2005.1.30）TBS
- 平成教育2005予備校（2005.1～2005.9）フジテレビ
- ラジかる!! 木曜レギュラー（2005.10～2006.3）日本テレビ
- サルヂエ 新春拡大スペシャル（2006.1.4）日本テレビ
- ラジかるッ 金曜レギュラー（2006.4～2006.9）日本テレビ
- SPACE SHOWER HOT 50 チャート★コバーン（2006.4～2008.3）スペースシャワーTV
- ニュースウオッチ9「桜桃忌　太宰治特集」（2009.6.19）NHK総合
- 太宰治“人間失格”裁判（2008年7月～9月）NHK BSハイビジョン
- 週刊ブックレビュー（2011.7.2）NHK BSプレミアム
- 又吉直樹のザ太宰TV ～太宰を語れば火花が飛ぶぜ!～（2015.5.31、6.7）NOTTV
- ORANGE (テレビ番組) 火曜日コメンテーター（2019．9～） 静岡放送
- why not？～私たちの働き方～（2022年3月27日、BS12 トゥエルビ）

### ラジオ
- SUPER LINE'J' レギュラーDJ（2005.4～2005.12）J-WAVE
- PLATOn ゲスト出演（J-WAVE）
- ピース又吉の活字の世界（2012.10.3・10）ニッポン放送

### 講演・イベント
- 早稲田祭2009「ダザイズム」にてトークイベント（2009.11）
- 第一回太宰治検定「津軽」編（2010.6）
- 映画『人間失格』公開記念【人間失格サミット～太宰治フリーク大集結トーク・ナイト～】ゲスト出演（2010.2）
- 第二回　太宰治検定「津軽」初級・上級編（2010.6）
- 第一回　太宰治検定「『富嶽百景』～昭和13，14年」編（2010.11）